# Марсел Данеси
Марсел Данеси (на английски: Marcel Danesi, рождено име на италиански: Marcello Danesi, р. 1946 г., Лука) e канадски семиотик, професор по семиотика и лингвистична антропология в колежа „Виктория“ на университета на Торонто от 1974 г.

## Биография
Данеси е директор на програмата по семиотика и теория на комуникацията в Университета на Торонто. Бил е гост професор и в Университета Рутгерс (1972), Университета „Ла Сапиенца“ в Рим (1988) и Католическия университет на свещеното сърце в Милано (1990), а в Университета на италианска Швейцария в Лугано е ръководител на департамента по език и медии. 
През 1998 г. е избран за член на Кралското общество на Канада – най-високото канадско признание за академичен преподавател. 
Марсел Данеси е главен редактор на сп. Semiotica и член на редакционните съвети на няколко поредици, сред които Toronto Studies in Italian Pedagogy and Applied Linguistics, Toronto Studies in Semiotics и Signs and Semaphors.